# Prostituição no Chile
Prostituição no Chile é legal, sujeita a regulamentação, mas atividades relacionadas, como manter bordéis e lenocínio, são proibidas. Várias centenas de mulheres estavam registradas como prostitutas no Serviço Nacional de Saúde.
Embora ilegais, bordéis são estabelecidos nas áreas mais remotas do Chile — em portos, cidades mineradoras, regiões madeireiras ou qualquer lugar onde haja homens trabalhando longe de casa.

## Situação legal
A promoção e facilitação (lenocínio e publicidade) da prostituição é proibida, assim como tudo relacionado a menores de 18 anos (embora a idade de consentimento para atos consensuais e não comerciais entre heterossexuais seja de 14 anos). Até 1998, a prostituição masculina homossexual era vetada, pois a sodomia era considerada crime no artigo 365 do Código Penal.
O mesmo código, nos artigos 373 e 495, pune "ofensas ao pudor, aos bons costumes e à moral", aplicável a quem pratique atos sexuais em público de qualquer natureza, com ou sem finalidade comercial. Contudo, a prostituição pode agravar infrações à ordem pública, conforme critério dos Carabineros. Ainda assim, a polícia frequentemente detém prostitutas (geralmente após reclamações de moradores) por "ofensas à moral", o que pode resultar em multa de 50 000 pesos (55 dólares americanos) ou cinco dias de prisão.
O Código Sanitário menciona a prostituição no Parágrafo II de doenças venéreas, que proíbe especificamente bordéis, mas legitima a existência da prostituição.
A legislação chilena exige que trabalhadores do sexo se registrem no Registro de Saúde do Ministério da Saúde (Minsal) e se submetam a exames médicos periódicos. O Regulamento sobre infecções de transmissão sexual e as normas de manejo e tratamento do Minsal incluem seções específicas para trabalhadores do sexo.
Trabalhadores do sexo relatam que a lei frequentemente não é aplicada e há corrupção na polícia.

## Tráfico sexual
Ver também
A maioria das vítimas de tráfico de pessoas são mulheres e menores aliciadas internamente para exploração sexual. Mulheres e meninas chilenas respondem a falsas ofertas de emprego e são submetidas à prostituição forçada. Vítimas também são traficadas do país para Argentina, Peru, Bolívia, Estados Unidos, Europa e Ásia. Mulheres estrangeiras da República Dominicana, Haiti, Equador, Colômbia e Paraguai, além de países asiáticos como China, são atraídas ao Chile com ofertas de emprego fraudulentas e posteriormente coagidas à prostituição.
O Departamento de Estado dos Estados Unidos Gabinete de Monitoramento e Combate ao Tráfico de Pessoas classifica o Chile como país de nível 1.

## Prostituição infantil
A indução de menor (abaixo de 18 anos) a ter relações sexuais em troca de dinheiro ou outros favores é ilegal. A punição varia de três a 20 anos de prisão e multa de 520 000 pesos (574 dólares americanos), dependendo da idade do menor. Uma brigada policial especializada em crimes sexuais foi criada para investigar e processar casos de pedofilia e pornografia infantil.
Em 2003, o governo do Chile estimou que havia aproximadamente 3 700 crianças envolvidas em algum tipo de exploração sexual comercial; em 1999, a UNICEF estimou um número muito maior de crianças prostitutas, cerca de 10 000 entre seis e 18 anos envolvidas em prostituição.
Arturo Herrera, diretor da Polícia de Investigaciones do Chile (PDI), renunciou em 2009 após escândalo em que policiais estavam envolvidos em uma rede de prostituição infantil. Alegou-se que policiais aceitavam sexo com meninas drogadas em troca da proteção de dois bordéis em Valparaíso.